# Ogoni (volk)

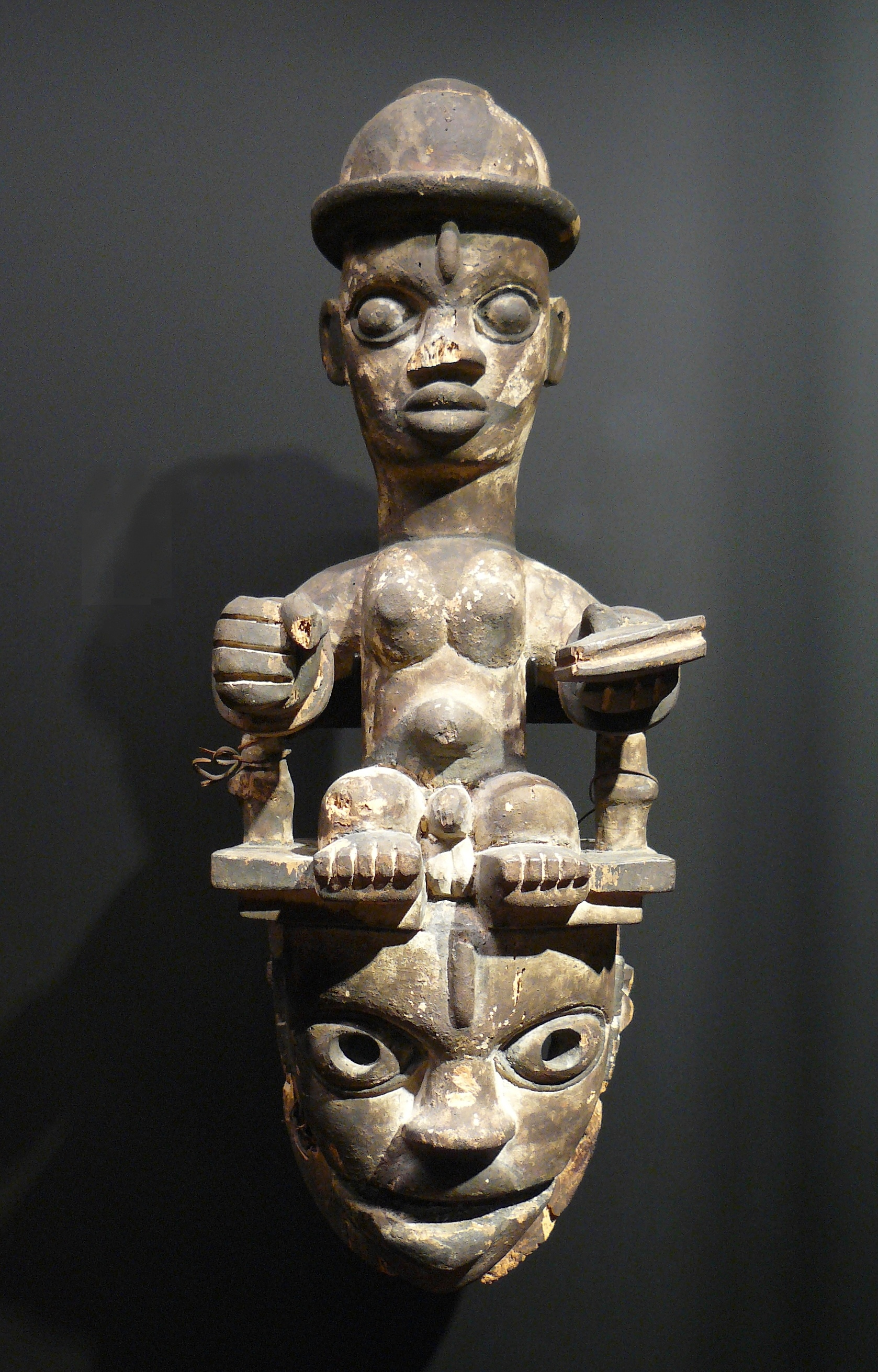
Helmmasker

De Ogoni zijn een etnische groep in van ongeveer een half miljoen mensen in de Nigerdelta in Nigeria. Ze leven vooral van visserij en landbouw en hangen het christendom en traditionele religies aan.

## Taal en onderverdeling
De Ogoni worden onderverdeeld in vijf verschillende groepen, met elk hun eigen taal, die samen bekendstaan als de Ogani-talen of het Ogani.
De oostelijke taalgroep betreft het Gokana, het Khana en het Tee taal), en de westelijke groep Ogani-talen bestaan uit het Baan en het Eleme.

## Maskers
Ondanks pogingen van missionarissen om het gebruik van maskers te onderdrukken, gebruiken de Ogoni die nog steeds tijdens allerhande rituelen, dansen en ook voor amusement. Bijzonder is dat de Ogoni maskers soms een beweegbare onderkaak hebben.

## Repressie
Volgens Amnesty International worden de Ogoni door Nigeriaanse autoriteiten met harde hand onderdrukt, rapporten maken melding van willekeurige arrestaties, buitengerechtelijke executies en vernietiging van dorpen. Ken Saro-Wiwa van de Movement for the Survival of the Ogoni People (MOSOP) voerde van 1990 tot zijn executie door middel van ophanging in 1995, een geweldloze campagne tegen schade aan het milieu door activiteiten van multinationale oliemaatschappijen zoals Shell en BP. Ter bescherming van de rechten van de Ogoni is de MOSOP lid van de UNPO.

## Rechtszaak tegen Shell
Naar aanleiding van een rechtszaak in New York tegen Shell van nabestaanden van Saro-Wiwa, waarin zij Shell medeplichtig vonden aan de dood van Saro-Wiwa, de repressie tegen het Ogoni-volk en de milieuschade in de Nigerdelta, trof Shell in juni 2009 een schikking met de aanklagers van ruim 11 miljoen euro. Volgens Shell verklaarde zij hiermee geen schuld, maar verklaarde wel: "De beschuldigingen waren vals, maar mensen hebben destijds wel geleden in de delta van Niger.". Het geld zal volgens Shell ten goede komen aan de educatie en andere vormen van ontwikkelingen in Nigeria en het zal worden beheerd door een onafhankelijke beheerder. Een derde van het bedrag gaat naar de Ogoni.